# شهرداری سن رامون
شهرداری سن رامون (به اسپانیایی: San Ramón) یک شهرداری در بولیوی است که در استان ماموره واقع شده‌است.